# Prudente de Morais
Prudente José de Morais e Barros (tháng 4 năm 1841 - 3 tháng 12 năm 1902) là Tổng thống thứ ba của Brasil. Ông nổi tiếng là vị tổng thống đầu tiên của đất nước, người đầu tiên được bầu theo lá phiếu trực tiếp theo các điều khoản vĩnh viễn của Hiến pháp 1891 của Brasil, và người đầu tiên phục vụ nhiệm kỳ của mình trong toàn bộ. Nhiệm kỳ tổng thống của ông, kéo dài từ ngày 15 tháng 11 năm 1894 đến ngày 15 tháng 11 năm 1898, được đánh dấu bằng Chiến tranh Canudos, một cuộc nổi dậy của quân đội ở phía đông bắc đất nước bị quân đội Brasil tiêu tan. Ông cũng đã phải đối mặt với một sự phá vỡ quan hệ ngoại giao với Bồ Đào Nha đã được thành công trung gian của Nữ hoàng Victoria của Vương quốc Anh.
Trước đây ông từng là Thống đốc của bang São Paulo và Chủ tịch Thượng viện từ năm 1891 đến năm 1894. Ông cũng là chủ tịch Quốc hội Lập hiến đã soạn thảo và phê duyệt Hiến pháp 1891 của Brasil.
Thành phố Presidente Prudente, nằm ở phía tây của bang São Paulo, được đặt theo tên của ông.
Tổ tiên của ông là những người định cư Bồ Đào Nha đầu tiên của Brasil.